# Boer (Familienname)
Boer ist ein niederländischer Familienname.

## Herkunft und Bedeutung
Boer ist ein Berufsname und bezieht sich auf den Bauern.

## Namensträger
- Antoinette de Boer (* 1939), deutsche Textildesignerin
- Bertil van Boer (* 1952), US-amerikanischer Musikwissenschaftler, Violinist, Komponist und Dirigent
- Cherie de Boer (* 1950), niederländische Musikerin, siehe Accordéon Mélancolique
- Cornelis De Boer (1880–1957), niederländischer Romanist, Mediävist und Sprachwissenschaftler
- Danny de Boer (* 1990), niederländischer Motorradrennfahrer
- Dick Boer (* 1939), niederländischer evangelisch-reformierter Theologe
- Dick Boer (Manager) (* 1957), niederländischer Manager
- Diederik Boer (* 1980), niederländischer Fußballspieler
- Elisabeth Boer (1896–1991), deutsche Archivarin und Historikerin
- Emilie Boer (1894–1980), deutsche Altphilologin und Astronomie-Historikerin
- Erik-Jan De Boer (* 1967), niederländischer Filmtechniker
- Esther de Boer-van Rijk (1853–1937), niederländische Schauspielerin
- Frank de Boer (* 1970), niederländischer Fußballspieler
- Hannes de Boer (1899–1982), niederländischer Weitspringer
- Hans de Boer (Politiker) (* 1937), niederländischer Politiker
- Hans A. de Boer (1925–2017), deutscher Pfarrer
- Hans-Peter Boer (* 1949), deutscher Autor
- Heike de Boer (* 1963), deutsche Erziehungswissenschaftlerin und Hochschullehrerin
- Hendrik Wijbrand de Boer (1885–1970), niederländischer Sukkulentenforscher und Nahrungsmittelchemiker
- Herman Pieter de Boer († 2014), niederländischer Schriftsteller, Liedermacher und Journalist
- Huib den Boer (* 1981), niederländischer Volleyballspieler
- Jacob de Boer (* 1955), Professor für Umweltchemie und -toxikologe an der Vrije Universiteit Amsterdam
- Jan de Boer (Turner) (1859–1941), niederländischer Turner
- Jan de Boer (Fußballspieler, 1898) (1898–1988), niederländischer Fußballspieler
- Jan de Boer (Physiker) (1911–2010), niederländischer Physiker
- Jan de Boer (Fußballspieler, 2000) (* 2000), niederländischer Fußballspieler
- Jan Hendrik de Boer (1899–1971), niederländischer Physiker und Chemiker
- Jann de Boer (1897–nach 1934), deutscher Politiker, Kreisleiter der NSDAP im Gebiet der Stadt Emden
- Jelle Zeilinga de Boer (1934–2016), niederländischer Geologe und Hochschullehrer
- Jessica de Boer (* 1993), niederländische Jazzmusikerin
- Jo Boer (1895–1971), niederländischer Architekt
- Johann de Boer (1897–1986), deutscher Generalleutnant
- Johann Lukas Boër (1751–1835), deutscher Arzt
- Jonnie Boer (1965–2025), niederländischer Koch, Unternehmer und Fachbuchautor
- Kees de Boer (* 1965), niederländischer Zeichner, Illustrator und Karikaturist
- Klaas de Boer (Astronom) (1941–2022), niederländischer Astronom und Astrophysiker
- Klaas de Boer (Politiker) (* 1928), Politiker und ehemaliger Bürgermeister von Hardinxveld
- Klaas de Boer Czn. (1852–1936), Ritter des Orden vom Niederländischen Löwen
- Laura de Boer (* 1983), niederländische Schauspielerin
- Levi Boer (* 1997), niederländischer Eishockeyspieler
- Lieuwe de Boer (* 1951), niederländischer Eisschnellläufer
- Lodewijk de Boer (1937–2004), niederländischer Theatermacher, Filmkomponist und Musiker
- Lucas Boer (1751–1835), niederländischer Mediziner, Wiener Professor der Geburtshilfe
- Manon de Boer (* 1966), niederländische Künstlerin
- Margot Boer (* 1985), niederländische Eisschnellläuferin
- Margreeth de Boer (* 1939), niederländische Politikerin
- Marlene De Boer (* 1988), niederländische Triathletin
- Marloes de Boer (* 1982), niederländische Fußballspielerin
- Moreno Boer (* 1977), italienischer Gewichtheber
- Nicole de Boer (Nikki de Boer; * 1970), kanadische Schauspielerin
- Otto de Boer (1797–1856), niederländischer Kirchen-, Porträt- und Genremaler
- Peter DeBoer (* 1968), kanadischer Eishockeyspieler und -trainer
- Pieter Arie Hendrik de Boer (1910–1989), niederländischer reformierter Theologe
- Reint de Boer (1935–2010), deutscher Ingenieurwissenschaftler für Mechanik
- Roland Boer (* 1961), zeitgenössischer Philosoph, Exeget und Hochschullehrer
- Ronald de Boer (* 1970), niederländischer Fußballspieler
- Sophie de Boer (* 1990), niederländische Radrennfahrerin
- Sophie de Vries-de Boer (1882–1944), niederländische Schauspielerin
- Teun Boer (* 2001), niederländischer Shorttracker
- Thorsten Boer (* 1968), deutscher Fußballspieler
- Walther Boer (1891–1984), niederländischer Komponist
- Willem den Boer (1914–1993), niederländischer Althistoriker
- Wim de Boer (* 1938), niederländischer Politiker
- Yvo de Boer (* 1954), niederländischer Politiker
- Michael Hofmann de Boer (* 1950), deutscher Musiker und Filmkomponist